# Ferdynand Goetel

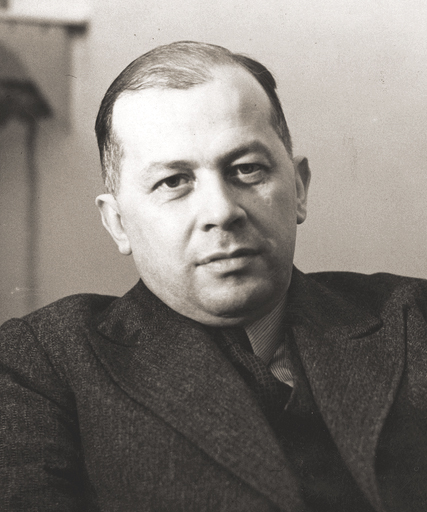
Ferdynand Goetel (1936)

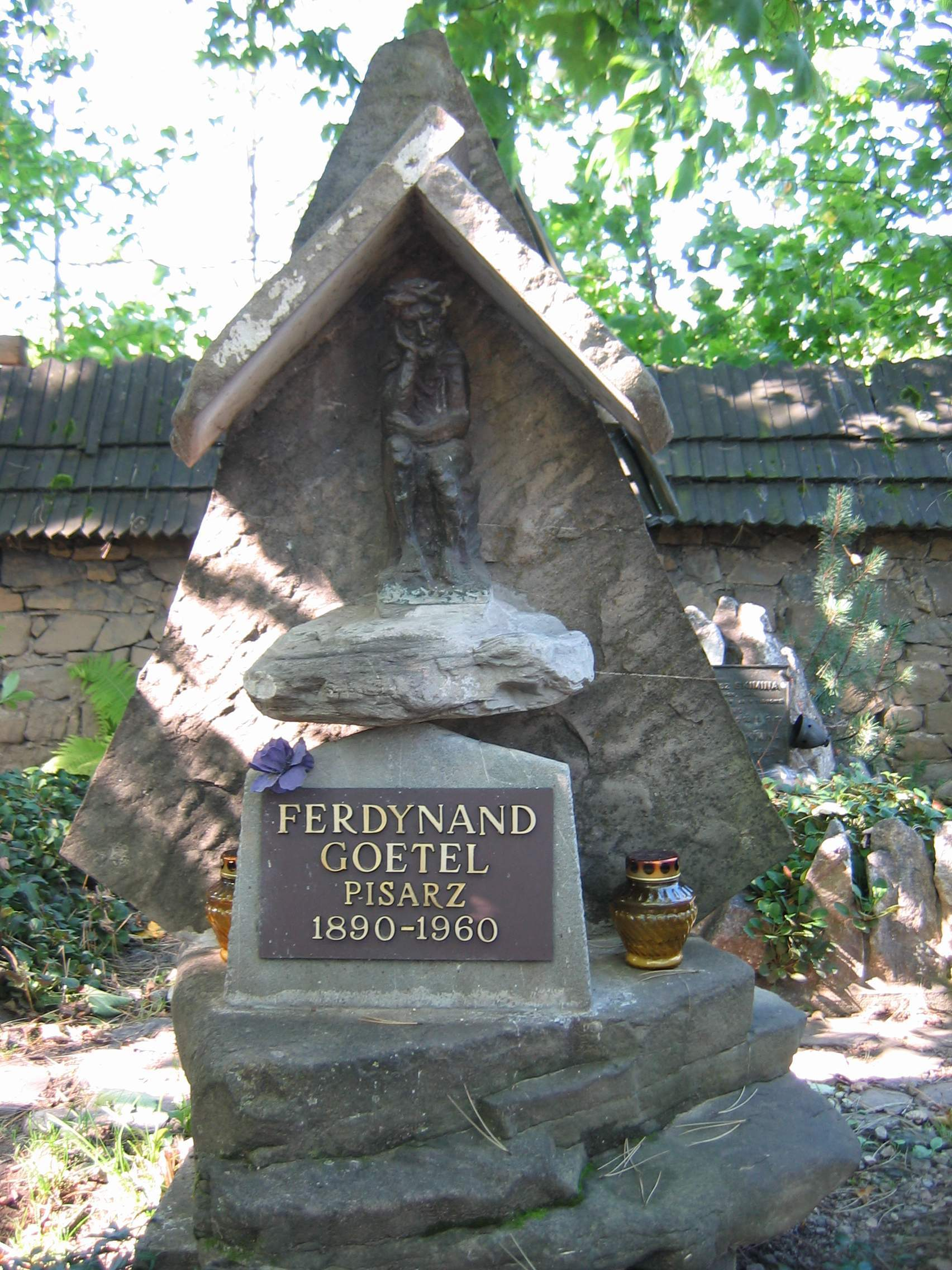
Grab in Zakopane

Ferdynand Goetel (geboren 15. Mai 1890 in Sucha Beskidzka, Österreich-Ungarn; gestorben 24. November 1960 in London) war ein polnischer Schriftsteller und Emigrant.

## Leben
Ferdynand Goetel besuchte verschiedene Schulen und begann 1909 ein Studium der Architektur an der Technischen Hochschule Wien. Bei Ausbruch des Ersten Weltkriegs hielt er sich in Warschau im Russischen Kaiserreich auf und wurde als feindlicher Ausländer ins Landesinnere nach Taschkent interniert. Nach der Machtergreifung durch die Bolschewiki („Oktoberrevolution“) schloss er sich 1918 der Roten Armee im Kaukasus an, seine Erfahrungen dabei verarbeitete er in dem Roman „Kar Chat“ (1922).
Doch desertierte er 1919 aus der Roten Armee, um in das wieder entstandene Polen zurückzukehren. Seine Reise über den Iran, Afghanistan, Indien und Großbritannien dauerte vierzehn Monate.
Goetel schrieb Romane und Reisebücher, die gut aufgenommen wurden. Er schrieb auch für das Theater. Sein Roman Z dnia na dzień („Von Tag zu Tag“), dem seine Erfahrungen im zaristischen Internierungslager zugrunde liegen, wurde von Józef Lejtes 1929 verfilmt, Goetel lieferte auch das Drehbuch. Bis 1939 wirkte er an insgesamt neun Filmen als Drehbuchschreiber mit.
Er war ab 1932 Vorsitzender des polnischen Schriftstellerverbandes und von 1926 bis 1933 Präsident des polnischen P.E.N. 1936 wurde er auf Vorschlag von Karol Irzykowski unter die fünfzehn Mitglieder der Polnischen Literaturakademie gewählt. In seinem Essayband „Pod znakiem faszyzmu“ (Im Zeichen des Faschismus, 1938) äußerte Goetel Sympathien für den italienischen Faschismus und sprach sich für ein Lager der nationalen Einheit aus. Darin hätten jedoch die polnischen Juden keinen Platz, sie müssten daher zur Emigration gedrängt werden. Allerdings lehnte Goetel den deutschen Nationalsozialismus als „primitiv und brutal“ entschieden ab. Auch forderte er den Anschluss der Freien Stadt Danzig an Polen.
Nach dem deutschen Einmarsch in Polen im September 1939 wirkte er im polnischen Widerstand. Während der deutschen Besatzung wurde er zunächst der Sympathien für das NS-Regime verdächtigt; wegen seiner angeblichen Kooperation mit dem deutschen Propagandaamt in Warschau wurde er vom polnischen Widerstand verwarnt. Allerdings wurde Goetel wiederholt von der Gestapo festgenommen und bei Verhören im Gestapo-Gefängnis Pawiak geschlagen. Auch publizierte er nicht während der deutschen Besatzung.
Goetel und seine Frau Jadwiga halfen jüdischen Bürgern, der Verfolgung durch die deutschen Besatzer zu entkommen. Jadwiga Goetel wurde 2004 postum als Gerechte unter den Völkern geehrt.
Goetel gehörte 1943 als prominenter Literat zu den Polen, die von den Besatzern aufgefordert wurden, vor Ort die Exhumierung der Opfer des Massakers von Katyn zu besichtigen. Er informierte Mitglieder der polnischen Widerstandsbewegung über die Einladung der Deutschen nach Katyn, ihm wurde geraten, diese anzunehmen, da auf diese Weise das Schicksal der vermissten polnischen Offiziere, die in sowjetische Kriegsgefangenschaft geraten waren, aufgeklärt werden könne. Er wurde in einer kleinen Gruppe, zu der der Schriftsteller Jan Emil Skiwski und der Direktor der polnischen Fürsorge (RGO), Edmund Seyfried, gehörten, nach Smolensk geflogen.
Nach seiner Rückkehr aus Katyn verfasste er einen Bericht für den polnischen Untergrund, der auch zur polnischen Exilregierung in London weitergeleitet wurde. Auch berichtete Goetel bei geheimen Zusammenkünften von AK-Führern über die Reise. Der Oberkommandierende der AK, General Stefan Rowecki, bescheinigte ihm, sich damit „um Polen verdient gemacht zu haben“. Die nach London weitergeleiteten Berichte bestärkten die Exilregierung in ihrem Verdacht, dass die Offiziere der polnischen Streitkräfte von der Sowjetunion ermordet worden waren.
Nach der Errichtung eines kommunistischen Regimes in Polen wurde im gesamten Ostblock die sowjetische Verantwortung für diesen Massenmord geleugnet, und Andersdenkende wurden verfolgt, auch unter dem Vorwurf der Kollaboration mit dem Naziregime. Goetel versteckte sich zunächst in einem Krakauer Kloster.  Mit einem gefälschten niederländischen Pass konnte er im Sommer 1946 über die Tschechoslowakei nach Bayern fliehen. Von dort reiste er weiter zum Generalstab der polnischen Streitkräfte, die unter dem Kommando des Generals Władysław Anders unter britischem Oberbefehl auf Seiten der Alliierten gegen die Wehrmacht gekämpft hatten, in das italienische Ancona. Nachdem eine Überprüfung ergeben hatte, dass die Vorwürfe, Goetel habe im Krieg mit den deutschen Besatzern kollaboriert, gegenstandslos seien, wurde er dem Pressestab der Anders-Armee zugeteilt.
Mit Tausenden von demobilisierten Soldaten der Anders-Armee ließ sich Goetel mit seiner Frau in London nieder, wo er die nächsten fünfzehn Jahre unter armseligen Verhältnissen im politischen Exil lebte und für Exilorganisationen arbeitete. Er sagte 1952 vor dem Untersuchungsausschuss des amerikanischen Kongresses zu Katyn (Madden-Kommission) aus.
Die sterblichen Überreste Goetels wurden 2003 nach Zakopane übergeführt.

## Werke (Auswahl)
- Kar Chat. Roman. 1922
- Przez płonący Wschód : wrażenia z podróży. Warschau, 1922
- Pątnik Karapeta. Erzählungen. 1923
- Ludzkość : dwa opowiadania. Warschau, 1925
- Z dnia na dzień. Warschau, 1926 (dt. Ausgabe: Von Tag zu Tag. Roman. Übers. von J. M. Schubert. Berlin : Zsolnay, 1931)
- Egipt. Lwów, 1927
- Humoreski. 1927
- Der Flüchtling von Taschkent. Übers. von J. M. Schubert. Berlin : Neufeld & Henius, 1927
- Wyspa na chmurnej północy. Warschau, 1928
- Menschheit. Zwei Erzählungen. Übertr. v. A. von Guttry. Berlin : Die Horen, 1928
- Samuel Zborowski : Rycerz na podolu : sztuka historyczna. 1929
- Serce lodów. Roman. 1930
- Dziesięciu z Pawiaka. Drama. 1931
- Podróż do Indii. Warschau, 1933
- Dzień wielkiej przygody. Drama. 1935. Film
- Vorarbeiter Czyż. Aus d. Poln. übertr. von Heinrich Koitz. Breslau : Paul Kupfer, 1935
- Pod znakiem faszyzmu. Warschau : Rój, 1938
- Cyklon. Warschau, 1939
- Czasy wojny. Autobiografie. London, 1955
- Nie warto być małym. 1959
- Anakonda. Roman. 1964 (postum)
- Patrząc wstecz. Tagebuch. London : Polska Fundacja Kulturalna, 1966 (postum)